# Болгары в Молдове
Болгары (болг. Българи в Молдова, рум. Bulgarii din Republica Moldova) являются шестым по численности народом республики Молдова, составляя 1,9% её населения по переписи 2004 года. Сформировались как особая этнокультурная группа в условиях независимой республики Молдова после распада СССР в 1991 году. В Российской империи представляли собой часть общности называемой бессарабские болгары.

## Владение языками
По переписи 2004 года болгарский язык указали родным 53 178 чел., или около 1,1% населения республики. Для болгар республики характерна высокая доля сохранивших родной язык: болгары с родным языком болгарским составили 81,0 %, и 13,9 % родным языком указали русский язык. Несмотря на это, каждый третий болгарин обычно разговаривает на русском, а 7,1 % болгар — на молдавском.
69,23% болгар-горожан и 90,55% болгар-селян называют родным болгарский, хотя обычно на нём говорят гораздо реже. Русский язык назвали родным 9 134 болгарина (13,9% болгар). При этом 25,08% болгар-горожан и 4,83% процента болгар-селян считают русский родным. Молдавский язык назвали родным 2 766 человека, или 4,21% болгар Молдовы, в том числе 4,91% горожан и 3,64% селян.

## Географическое распределение
Всего в республике Молдова (исключая ПМР) по переписи 2004 года проживало 65 тысяч болгар. Наиболее высокая концентрация болгарского населения в Тараклийском (65,6 % или 28,5 тысяч) и Бессарабском районах (5,33 %), в автономном регионе Гагаузия — 5,2 % или 8 тысяч. По переписи 2004 года  44% болгар республики проживало в Тараклийском р-не. В нём же расположены два города с болгарским большинством: Твардица (91,7%) и Тараклия (78,0%).

## Политическая активность
В условиях независимой Молдовы болгарская община остаётся политически активной. Представители общины успели провести успешный референдум по отделению Тараклийского р-на от Кагульского, а также два общереспубликанских собора (второй прошёл 14 апреля 2014 года), на которых обсуждались вопросы сохранения национально-культурной автономии, а также возможного вхождения в состав АР Гагаузия.

## Этногенез и межэтнические отношения
В XIX веке все переселенцы из османской Болгарии именовались «болгарами», однако всероссийская перепись 1897 года по языковому признаку из болгар  выделились также этнические гагаузы и арнауты.  Более высокая рождаемость гагаузов, а также их большая этническая стойкость привели в конечном счёте к постепенной ассимиляции гагаузами значительной части бессарабских болгар. Случаи обратной ассимиляции гагаузов в болгарскую среду наблюдались, но они были более редкими. В целом, болгары и гагаузы сохраняют этническое равновесие только в тех сёлах где их изначально поселилось примерно поровну (Кирсово, Кубей). В остальных случаях численное преобладание гагаузов со временем выросло во много раз. Так если в самом начале XX века соотношение гагаузов и болгар в населении Комрата составляло примерно 2:1, то к концу ХХ у гагаузов здесь был 14-кратный перевес над болгарами. Соцопросы начала XXI века подтвердили опасения молдавских болгар юга страны, по поводу ассимиляции в гагаузской этнической общности, несмотря на общность современной языковой (русскоязычие) и культурной среды обоих народов.